# Videmir El Jove

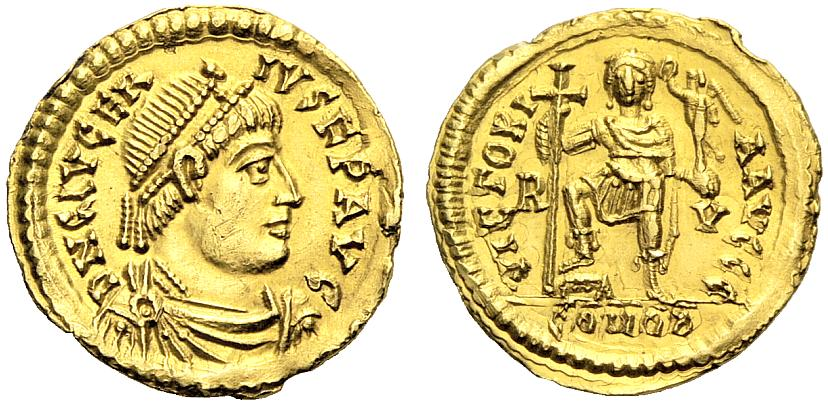
Sòlid de Gliceri (r. 473-474)

Videmir o Videmiro, el Jove (en llatí: Vidimir) va ser un noble ostrogot del segle v, membre de la dinastia dels Amals. Era fill del rei Videmir (r. 451–473), i per tant nebot dels reis Teodemir (r. 451–474) i Valamir (r. 451-465) i net de Vandalari. És citat el 473, quan va acompanyar el seu pare en la seva expedició contra la Itàlia de l'emperador romà occidental Gliceri (r. 473-474). Aquesta expedició s'emmarca en la migració dels ostrogots de la Pannònia. El seu tiet Teodomir, juntament amb el seu cosí Teodoric, es van emportar la major part del seu poble cap a l'Imperi d'Orient, mentre que Videmir i son pare eren enviats cap a Occident.
Son pare va morir a l'inici de la campanya, quedant ell a càrrec d'aquesta.Va ser persuadit per Gliceri d'abandonar Itàlia i anar cap a la Gàl·lia, on ell i els seus seguidors es van unir als visigots del rei Euric (r. 466-484). Segons Herwig Wolfram, probablement pot ser identificat amb el noble Vitamar que vora el 485 va intercanviar cartes amb el bisbe Rurici de Llemotges i va rebre d'ell 100 peres.